# تپه کوره شیرزاد
تپه کوره شیرزاد مربوط به عصر مفرغ - دوره هخامنشی - دوره اشکانیان است و در شهرستان دره‌شهر، بخش مرکزی، دهستان زرین‌دشت، ۱/۲۵ کیلومتری شمال روستای عباس‌آباد واقع شده و این اثر در تاریخ ۲۶ دی ۱۳۸۶ با شمارهٔ ثبت ۲۰۶۵۶ به‌عنوان یکی از آثار ملی ایران به ثبت رسیده است.